# Яхико

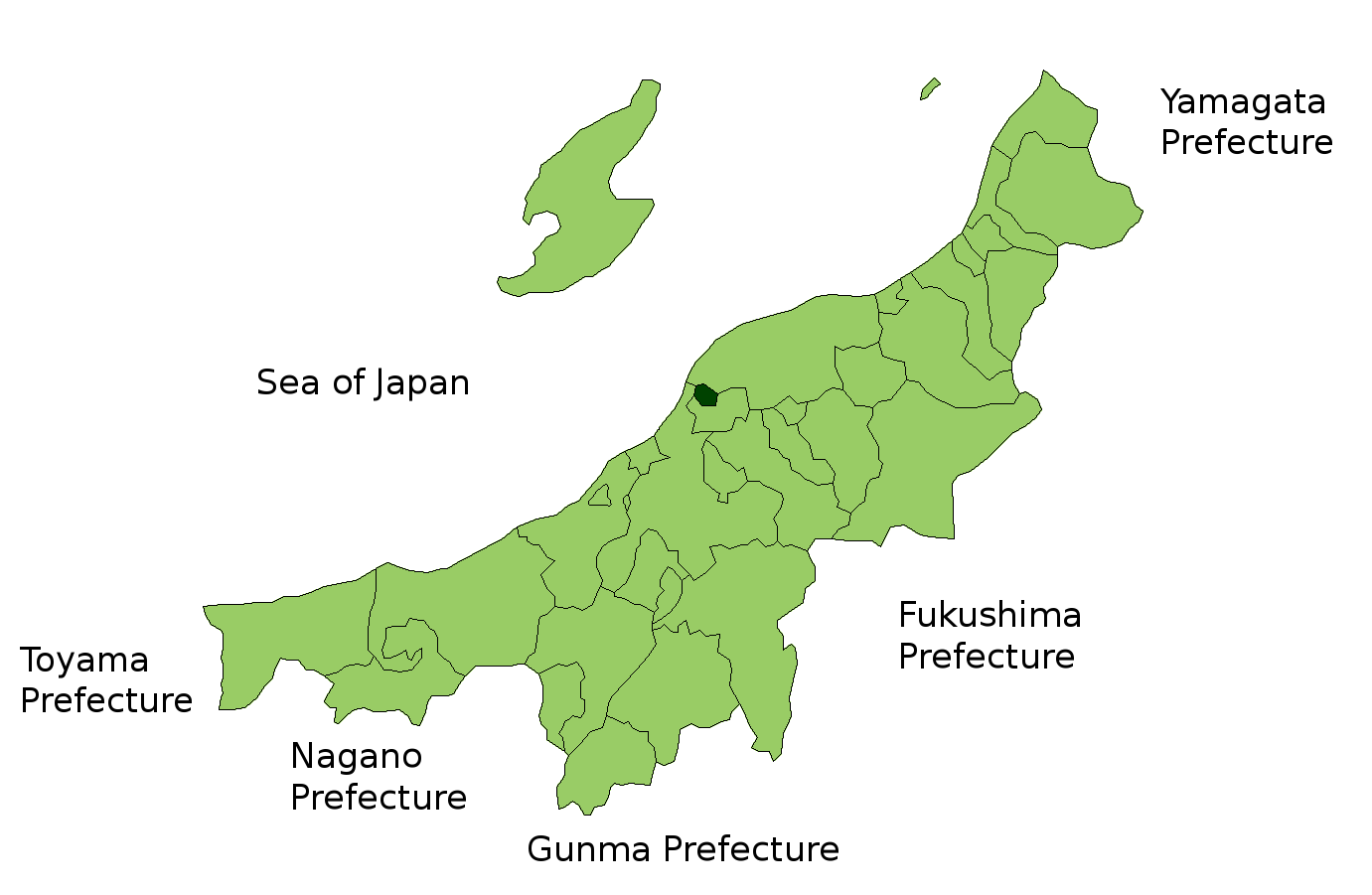
Яхико на карте префектуры Ниигата

Яхико (яп. 弥彦村 Яхико-мура) — село в уезде Нисикамбара в центральной части префектуры Ниигата, Япония. Площадь села составляет 25,16 км², население — 8305 человек (1 августа 2014), плотность населения — 330,09 чел./км².

## География
Яхико находится недалеко от берега, но выхода к Японскому морю не имеет. Село лежит к югу от горы Яхикояма и к северу от горы Амагой. Яхико граничит с городами Нагаока и Цубамэ, а также районом Ниигаты Нисикан-ку.

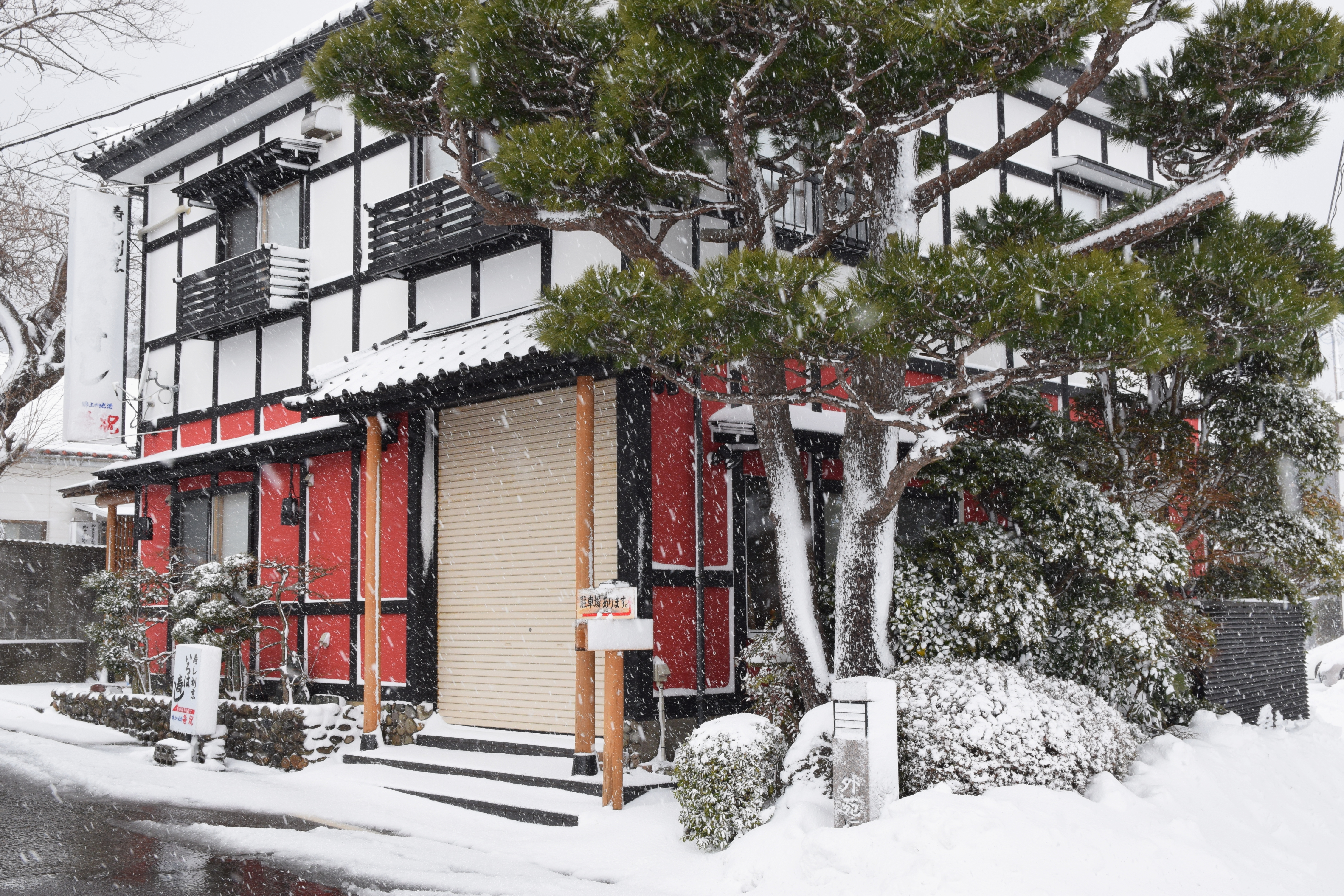
Яхико в феврале 2018

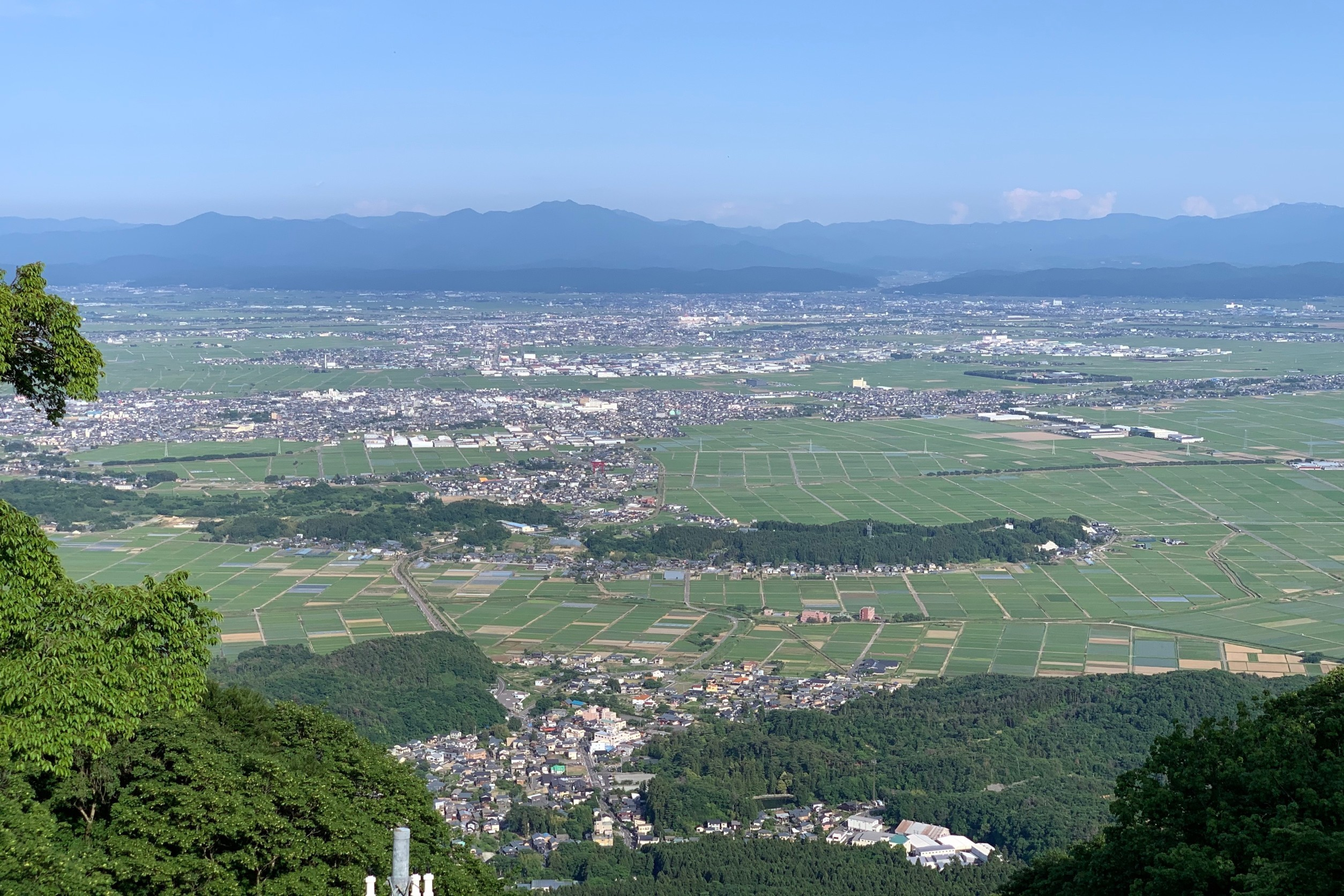
Вид с горы Яхико

### Климат
Яхико имеет субтропический климат с тёплым влажным летом и холодной снежной зимой.

## Демография
На момент 1 октября 2020 года население Яхико составляло 7705 человек. 
Изменение численности населения с 1980 по 2005 годы:
| 1980 | 7910 чел. |  |
| 1985 | 8172 чел. |  |
| 1990 | 8171 чел. |  |
| 1995 | 8483 чел. |  |
| 2000 | 8535 чел. |  |
| 2005 | 8545 чел. |  |

## История
Территория села входила в историческую провинцию Этиго. Оно выросло вокруг Яхико-дзиндзя, святилища, построенного в восьмом веке. Современное Яхико было создано 1 апреля 1889 года. Святилище было перестроено в 1916 году после того, как старые строения сгорели при пожаре в 1912. 

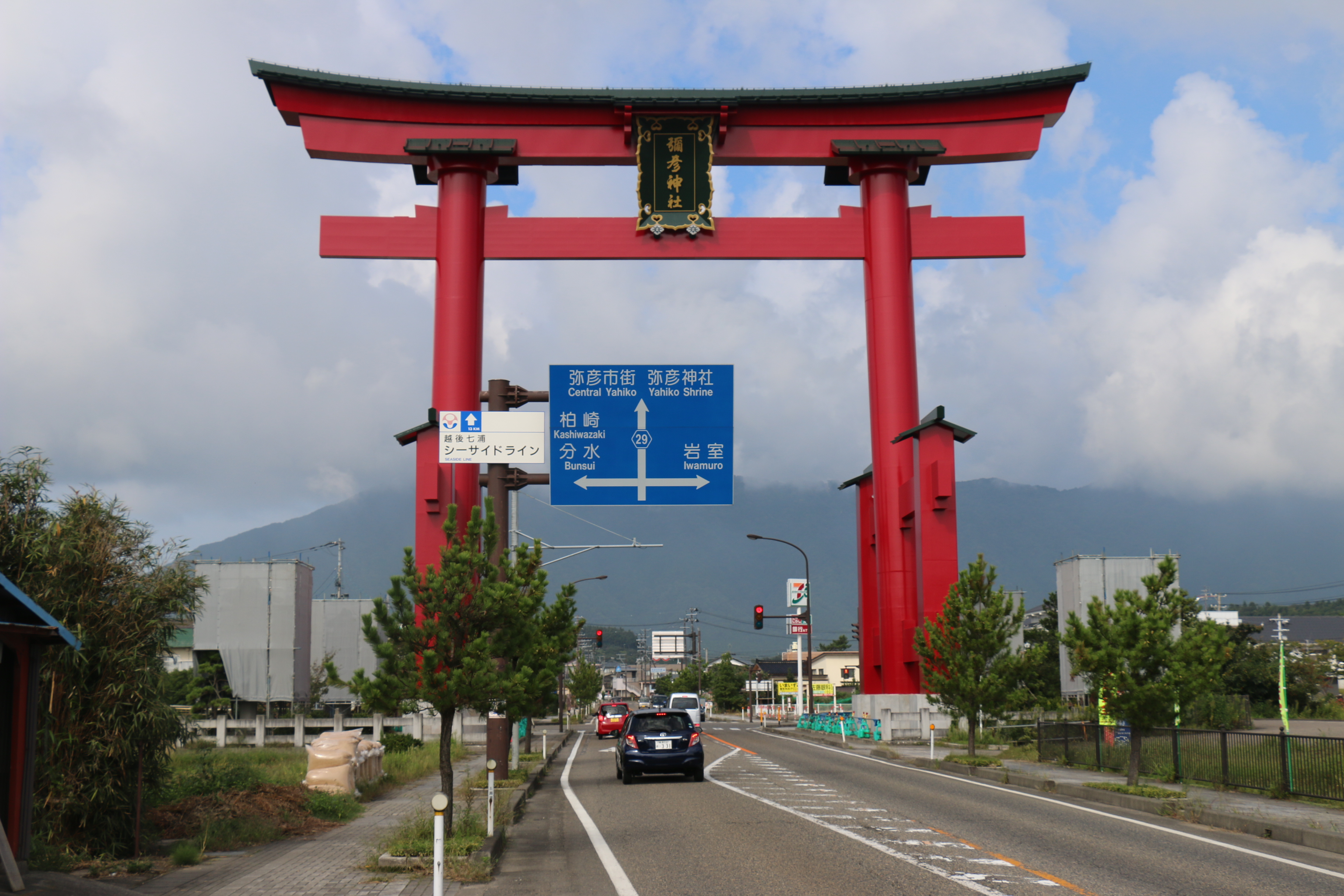
Тории Яхико-дзиндзя

## Образование
В Яхико работают одна начальная и одна средняя школа. Старшей школы в селе нет.

## Транспорт

### Железные дороги
- East Japan Railway Company - Линия Яхико.

В посёлке работают железнодорожные станции Яхико и Яхаги.

### Канатные дороги
- Канатная дорога Яхикояма.

### Автодороги
Яхико не стоит ни на одной Национальной дороге.

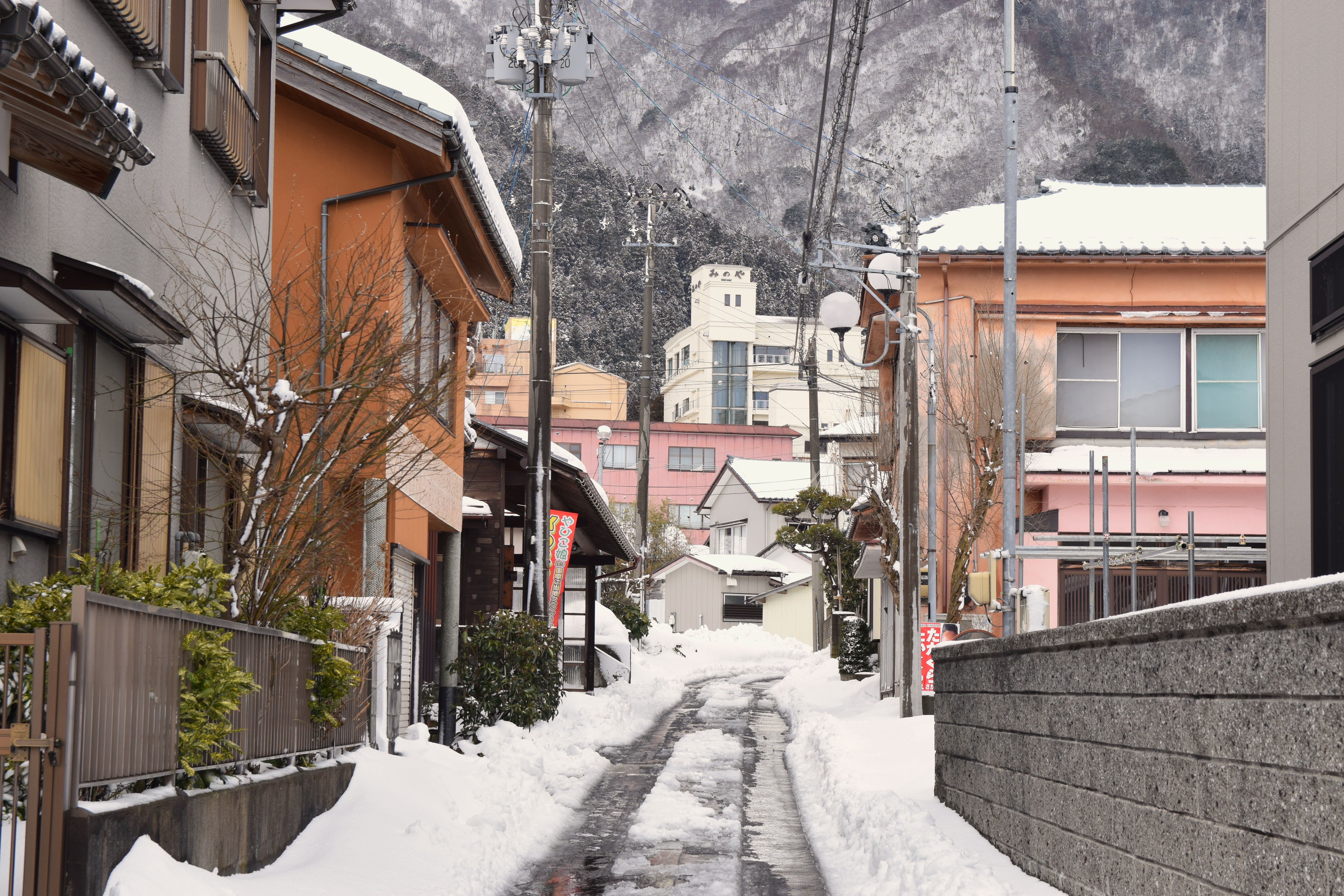
Сельская улица зимой

## Достопримечательности

### Места
- Яхико-дзиндзя  — синтоистское святилище, посвящённое божеству Амэ-но-Кагуяма-но-Микото.

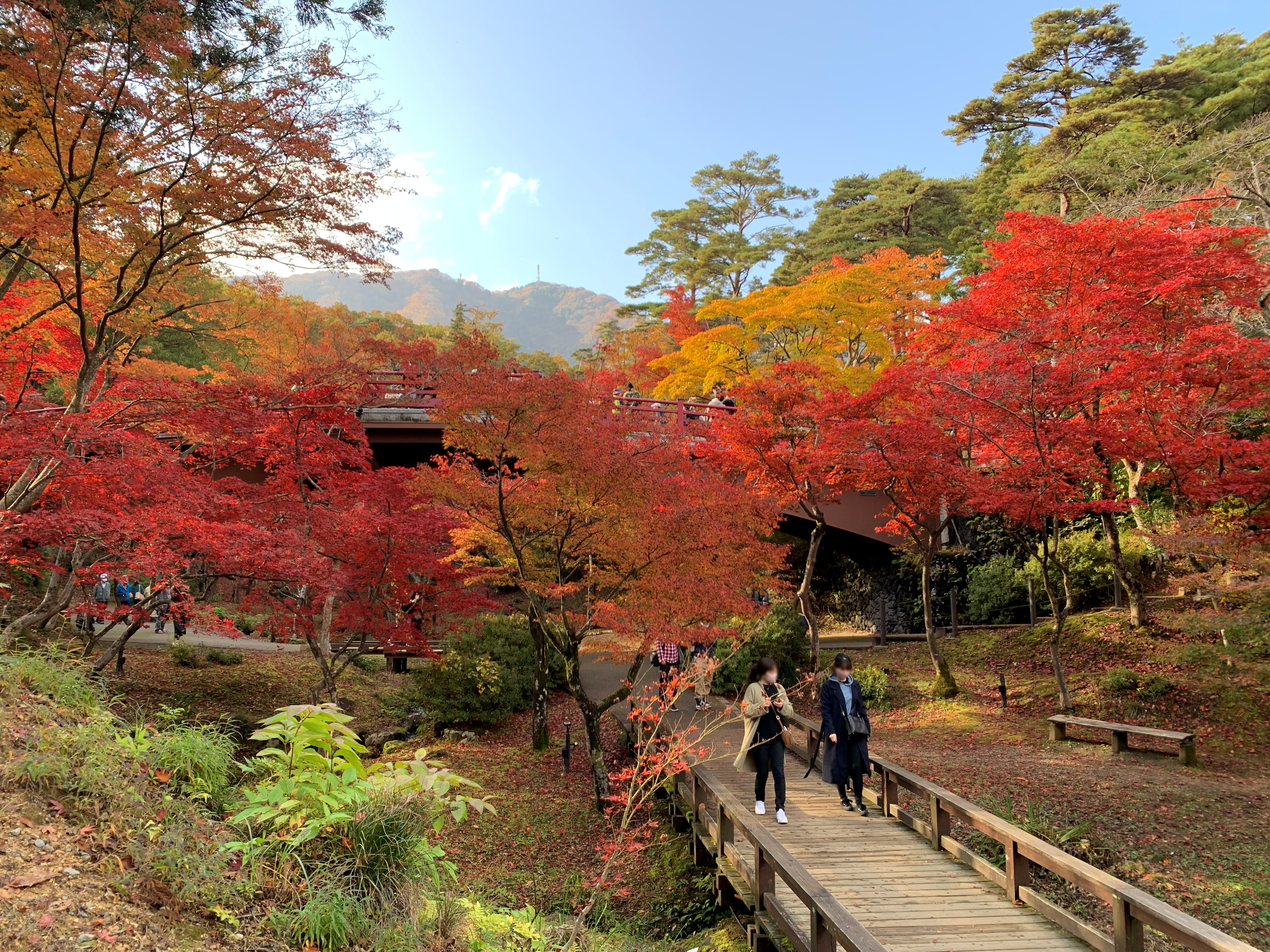
Парк Яхико осенью

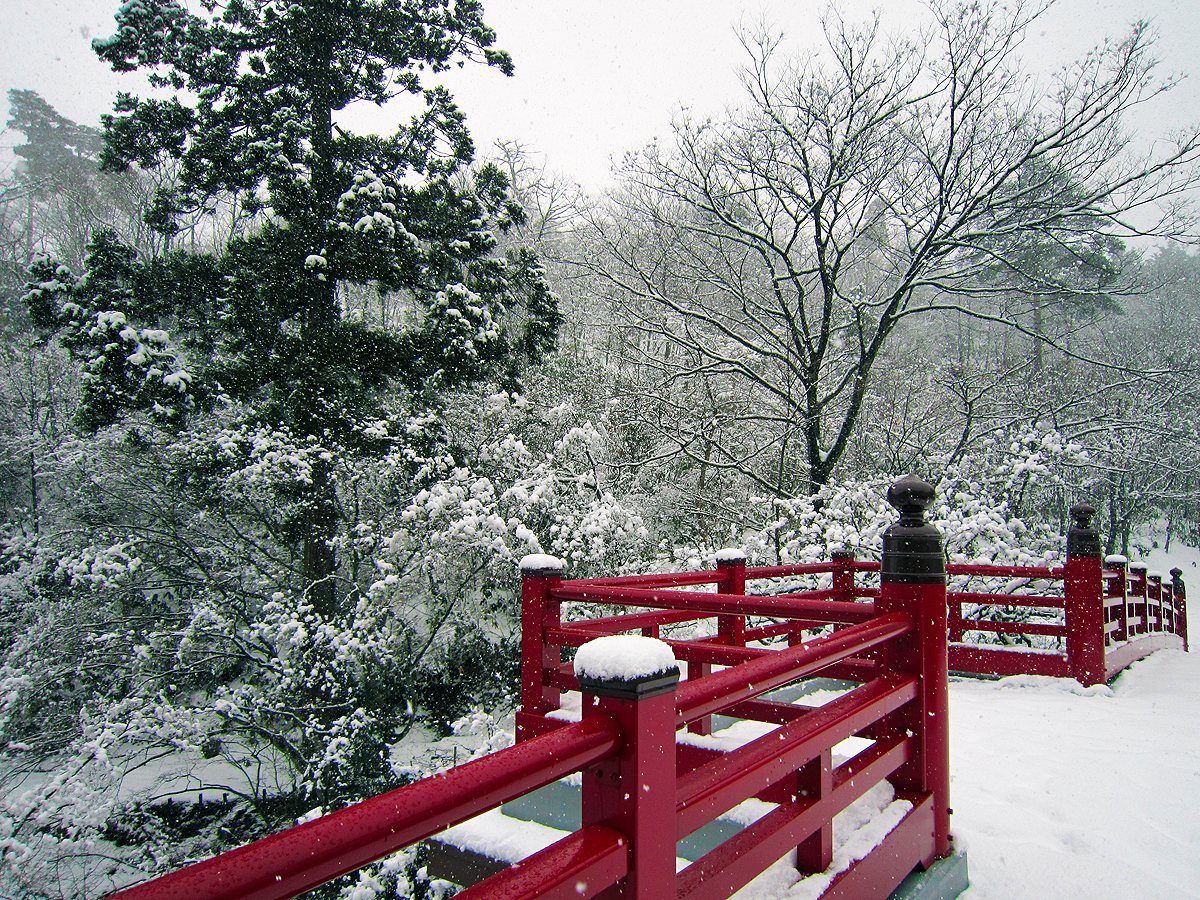
Парк Яхико зимой

- Яхико-онсэн — горячие источники.
- Велотрек Яхико.
- Канатная дорога Яхикояма.
- Парк Яхико.
- Площадь Омотэнаси.
- Галерея Яхико.

### События
- Июльский Фестиваль фонарей.
- Ноябрьский Фестиваль хризантем.

### Местные продукты
- Тамаусаги — японская сладость ракуган в форме кролика, которую готовят возле Яхико-дзиндзя.

## Известные личности
- Катаяма, Хоккай — поэт-конфуцианец эпохи Эдо.
- Фудзивара, Айри — велогонщица.
- Фудзивара, Нориюки — велогонщик.
- Хомма, Сарина — радиоведущая.
- Ямамото, Каору — диктор на телевидении.